# Hayden McCormick
Hayden McCormick (Cambridge, 1 januari 1994) is een Nieuw-Zeelands wielrenner die anno 2019 rijdt voor Team BridgeLane. Eerder reed hij drie seizoenen voor de opleidingsploeg van Lotto Soudal.

## Carrière

### Jeugd
In 2012 werd McCormick samen met Dylan Kennett derde op het onderdeel ploegkoers op de wereldkampioenschappen baanwielrennen voor junioren. Later werd hij met Hamish Schreurs, Liam Aitcheson en Kennett tweede in de ploegenachtervolging. Eerder dat jaar was hij al vierde geworden op het Oceanisch kampioenschap tijdrijden voor junioren, en vijfde in de wegrit.

## Baanwielrennen

### Palmares
| Jaar     | N-ZK       | OK       | WK                               | Overige               |
| Junioren | Junioren   | Junioren | Junioren                         | Junioren              |
| -------- | ---------- | -------- | -------------------------------- | --------------------- |
| 2012     |            |          | Ploegenachtervolging, Ploegkoers |                       |
| Elite    |            |          |                                  |                       |
| 2013     | Ploegkoers |          |                                  | Invercargill: Scratch |

## Wegwielrennen

### Overwinningen
2012
 Nieuw-Zeelands kampioen criterium, Elite
1e etappe Trophée Centre Morbihan
Eind- en puntenklassement Trophée Centre Morbihan
2014
 Nieuw-Zeelands kampioen op de weg, Beloften
2016
 Nieuw-Zeelands kampioen tijdrijden, Beloften
1e etappe Ronde van Midden-Nederland (ploegentijdrit)
2017
1e etappe Ronde van Midden-Nederland (ploegentijdrit)
2018
Eindklassement New Zealand Cycle Classic
2019
Bergklassement Ronde van Utah
2020
Gravel and Tar

## Ploegen
- 2016 –  ONE Pro Cycling
- 2017 –  ONE Pro Cycling
- 2018 –  ONE Pro Cycling
- 2019 –  Team BridgeLane

Barker · Baylis · Białobłocki · Domagalski · Ebsen · Goss · Handley · Harper · House · Hunt · Lander · McCormick · Mortensen · O'Shea · Opie · Oram · Smith · Von Hoff · P.Williams · S.Williams
Baylis · Domagalski · Kelly · Latham · Liepiņš · McCormick · Oram · Richardson · Scott · Tracz · Williams